# Vladimir Sachine
Vladimir Alexandrovitch Sachine (Владимир Александрович Сашин), né en 1856 et mort le 12 août 1918, est un acteur russe et pionnier du cinématographe en Russie.

## Biographie
Il naît en 1856. Il est diplômé de l'École de peinture, de sculpture et d'architecture de Moscou.
À la fin des années 1880, il joue dans des théâtres de province (Nijni Novgorod, Kazan, etc.), dans des rôles comiques. Il atteint la notoriété et se produit en 1890-1891 au théâtre Gorev de Moscou, au théâtre Korch (1891-1904), au théâtre Maly (1904-1918). Roubens Tchinarov écrit spécialement pour lui des pièces comiques en un acte qui rencontrent un grand succès auprès du public moscovite.
Vladimir Sachine est aussi photographe amateur et après l'apparition du cinématographe à Moscou, il fait l'acquisition en 1896 auprès de concurrents des frères Lumière, Clément et Gilmert, d'un appareil «Vitagraph», qu'il maîtrise rapidement. Au début, il organise des « séances de figures mouvantes » au théâtre Korch, où il travaille. Il fait les premiers films russes (des courts-métrages) qui sont présentés aux spectateurs à partir d'août 1896, après les séances de théâtre.
« Sachine, acteur talentueux, s’est avéré être un photographe tout aussi talentueux montrant des photographies en mouvement. C'est le Lumière moscovite. Monsieur Sachine est capable de tourner dehors toute sorte de scènes, qu'il projette dans des théâtres, pour des répétitions, des conférences, etc. »

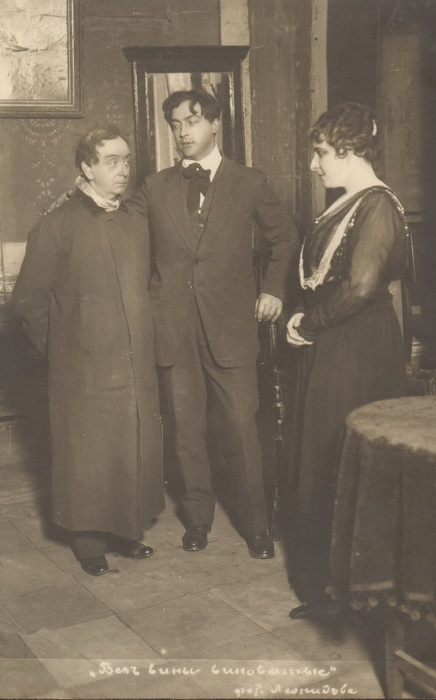
Sachine, Ostoujev, Smirnova au théâtre Maly (1913).

Peu à peu, il tourne des scénettes avec un petit scénario. Il quitte en 1903 le théâtre Korch et gagne de l'argent en préparant des photographies à mettre sur de la porcelaine ou de l'émail. En 1907-1908, il dirige une troupe comique au Club allemand. En 1910, il retourne au cinématographe, met sur pied la firme Rous («Русь»), mais elle ferme plus tard car elle n'est pas rentable. Ce pionnier oublié du cinéma russe meurt le 12 août 1918.

## Source de la traduction
- (ru) Cet article est partiellement ou en totalité issu de l’article de Wikipédia en russe intitulé « Сашин, Владимир Александрович » (voir la liste des auteurs).